# Eric Reid
Eric Todd Reid (* 10. Dezember 1991 in Baton Rouge, Louisiana, Vereinigte Staaten) ist ein ehemaliger US-amerikanischer American-Football-Spieler auf der Position des Safeties. Er stand in der National Football League (NFL) bei den San Francisco 49ers und den Carolina Panthers unter Vertrag. Reid spielte College Football für die Louisiana State University (LSU) und erhielt die Auszeichnung eines All-American. Im NFL Draft 2013 wurde er von den San Francisco 49ers als 18. Spieler in der ersten Runde ausgewählt.

## NFL
Die San Francisco 49ers tauschten ihren Nr.-31-Pick und weitere Picks mit den Dallas Cowboys, um sich den 18. Draft-Pick zu sichern und Reid auszuwählen. Er wurde mit dem Ziel gedraftet, den früheren Starter Dashon Goldson, welcher während der Off-Season zu den Tampa Bay Buccaneers gewechselt war, zu ersetzen. In der Saisonvorbereitung gewann Reid den Job des Free Safetys gegen Teamkollege Craig Dahl. Während seines NFL-Debüts in der ersten Woche gegen die Green Bay Packers erzielte Reid seine erste Interception. Im nächsten Spiel, gegen die Seattle Seahawks, erzielte er eine weitere Interception. In diesem Spiel zog er sich allerdings eine Gehirnerschütterung zu. In einem seiner besten Spiele in dieser Saison erzielte er eine Interception und einen Fumble gegen die Arizona Cardinals. Einige Wochen später, gegen die Carolina Panthers, erlitt Reid eine zweite Gehirnerschütterung. Dennoch verpasste er in seiner Rookiesaison keines der 19 Spiele (Regular Season plus Play-offs) und spielte sogar in allen 19 Spielen von Beginn an. Er beendete seine Rookiesaison mit insgesamt 77 Tackles und vier Interceptions. Am Ende der Saison wurde Reid in den Pro Bowl gewählt.
Am 27. September 2018 gaben die Carolina Panthers die Verpflichtung Reids als Ersatz für den verletzten Starter Da’Norris Searcy bekannt.
Am 18. März 2020 wurde Reid von den Panthers entlassen.

## Persönliches
Sein Bruder Justin Reid spielt ebenfalls als Safety und steht aktuell bei den New Orleans Saints unter Vertrag.